# Planetario e museo astronomico
Il Planetario e museo astronomico è un complesso museale e didattico con sede presso il medesimo edificio del Museo della civiltà romana, nel quartiere Europa di Roma. È un museo comunale, e fa dunque parte del sistema "Musei in comune". 

## Storia

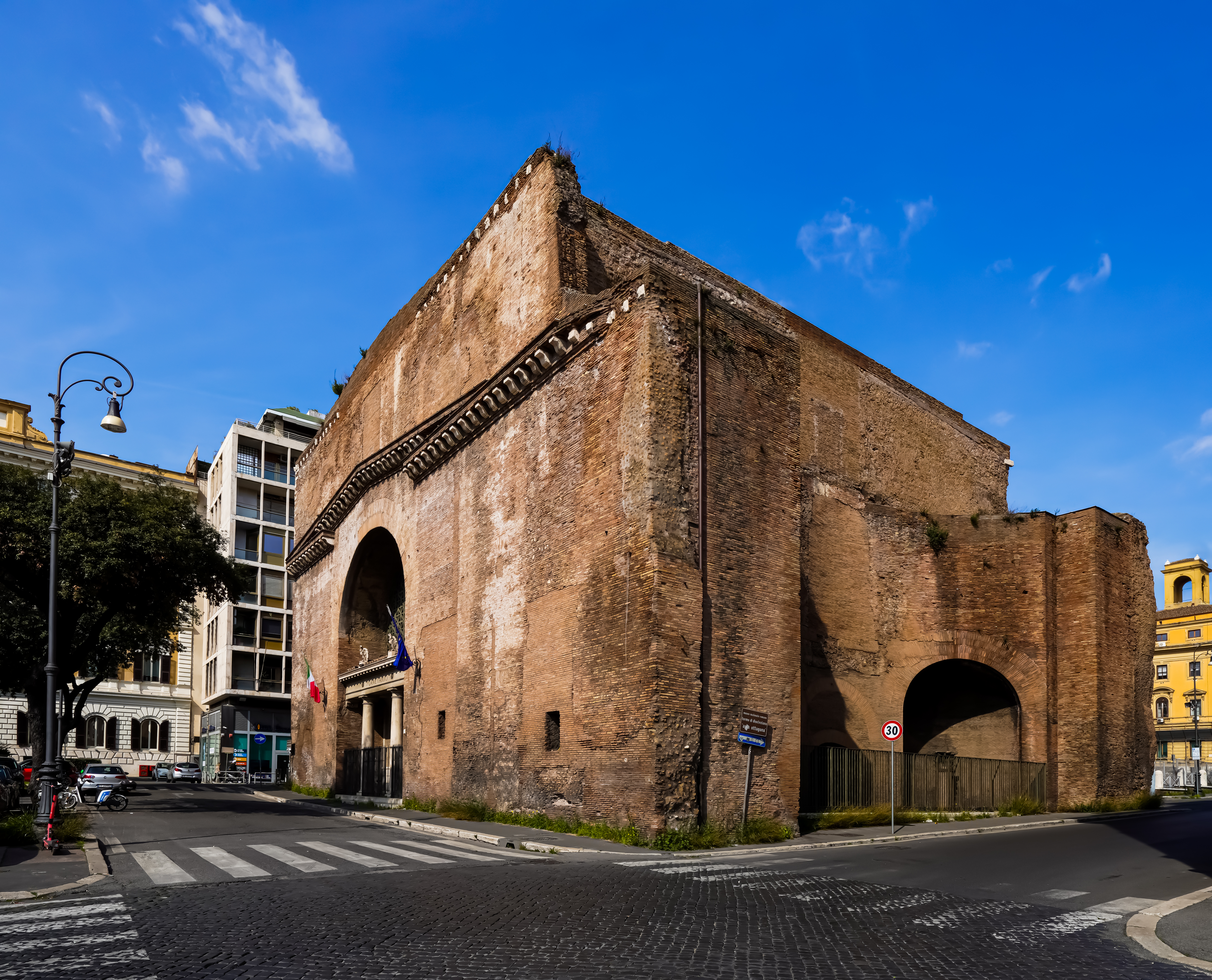
L'Aula ottagona delle Terme di Diocleziano, che ospitò il planetario di Roma dal 1928 al 1983

Il museo astronomico è stato inaugurato nella sua sede attuale il 26 maggio 2004, a oltre 20 anni dalla chiusura dello storico planetario ospitato nell'Aula ottagona delle Terme di Diocleziano.
Il planetario fu chiuso nel 2014 per permettere dei lavori di riqualificazione. Dopo una lunga sosta di oltre otto anni, il Planetario è stato riaperto al pubblico il 22 aprile 2022, grazie anche al contributo degli "Amici del Planetario" i quali tramite la pagina Facebook Riapriamo il Planetario di Roma ne hanno promosso e sostenuto la riapertura nel corso degli anni. Rimane al momento ancora chiuso il Museo astronomico.

## Descrizione
Il planetario è costituito da una cupola di 14 metri in cui per mezzo di tre proiettori digitali si riproducono simulazioni e proiezioni all-sky di corpi celesti e nebulose, oltre alla tradizionale riproduzione del cielo stellato, dei moti della Luna e dei pianeti.  Il complesso offre inoltre una vasta programmazione di spettacoli astronomici dal vivo, conferenze, eventi e osservazioni astronomiche a scopo divulgativo. Il museo astronomico adiacente propone grandi modelli dei pianeti, diorami e postazioni multimediali interattive con videogiochi astronomici.